# 許萌希
許 萌希（モンシー、シュー・モンシー、Catharine Hsu、1988年7月10日 - ）は、台湾の女優、モデル、作家。本名は許珈穎。ダートンエンターテインメントに所属している

## プロフィール
- 身長 - 168 cm
- 体重 - 48 kg
- 血液型 - O型[3]
- 星座 - 蟹座
- スリーサイズ - 81,61,86
- カップ - D
- 民族 - 漢族
- 言語 - 中国語
- 愛称 - 拐拐、天使妹[4]

## 来歴
16歳の頃から結婚式場のウェイターや服屋の店員として働いていたが、2009年、下着モデルとして活動を始める。
2014年、「2014年網友心中的10大網拍女神」ではネット投票で第1位に選ばれた。
2021年、腹部にタトゥーを入れた。

## 人物
趣味は歌を歌うこと・映画鑑賞。
下着モデルとしても活動していることから台湾では内衣女神と呼ばれている。
陽光基金會などの公益活動も行なっている。

## 出演

### ドラマ
- 原來1家人（2016年）- 女神 役[8]
- 逃婚一百次 （2017年）- 劉美艷 役[9]

### 映画
- 風雲高手（2016年）[10]。 - 魏虹 役

### PV
- 告白（自由發揮、2010年）
- 烏克麗麗（周杰倫、2012年）
- 放手之後（柯有倫、2014年）[11] [12]
- 賭局（台灣爽樂團、2015年）[13]

### 写真集
1. 在夏天撿到拐拐（2015年8月5日、木馬文化）ISBN 978-9863591566
2. 拐拐不拐彎：記錄那些曾經的小旅行（2016年7月18日、水靈文創）ISBN 978-9869316736

### 広告
- 橫掃天下online[14]
- 仕高利達威士忌勇氣之水
- 寶德利珠寶
- 女神聯盟[15] [16]
- Hortensia‧Saga-蒼之騎士團[17]
- 仕高利達威士忌
- Qmomo[18]
- S'dare[19]